# 常宁州
常宁州，元朝时设置的州。
至元十九年（1282年），升常宁县为常宁州，治所在今湖南省常宁市西北，属湖广等处行中书省。辖境相当今湖南省常宁市地。明朝洪武三年（1370年），降为常宁县。 